# Homalina brevialata
Homalina brevialata is een tweekleppigensoort uit de familie van de Tellinidae. De wetenschappelijke naam van de soort is voor het eerst geldig gepubliceerd in 1868 door Sowerby.